# چرخ‌ریسک‌پیکر نواری
چرخ‌ریسک‌پیکر نواری (نام علمی: Curruca boehmi)، سسک چرخ‌ریسکی نواری یا سسک نواری، گونه‌ای از سسک‌های جهان قدیم در تیرهٔ سسکان راستین (Sylviidae) است. این پرنده در اتیوپی، کنیا، سومالی و تانزانیا یافت می‌شود. زیستگاه طبیعی آن ساوانای خشک است.